# Магеррамов, Зияддин Гамиль оглы
Зияддин Гамиль оглы Магеррамов (азерб. Ziyəddin Həmil oğlu Məhərrəmov, род. 31 мая 1947, Гошабулаг, Басаргечарский район) — азербайджанский филолог, публицист; кандидат филологических наук (1998), доцент (1999). Доктор филологических наук (2020).

## Биография
Магеррамов Зияддин Гамиль оглы родился 31 мая 1947 года в селе Гошабулаг Армянской ССР в Басаркечерском районе. В 1961 году окончил 7-летнюю сельскую школу, в 1964 году — Дашкендскую сельскую среднюю школу, в 1969 году — отделение языка и литературы факультета истории и филологии Азербайджанского государственного педагогического института имени В. И. Ленина. В 1985 году с отличием закончил Бакинскую высшую партийную школу.
Магеррамов Зияддин работал учителем в селе Гошабулаг, в 1970 г. служил в армии в Астраханской области. В 1971—1973 гг. работал учителем в средней школе села Гошабулаг. В 1973—1975 гг. был литературным работником в районной газете «Варденис».
В 1975—1976 гг. работал корреспондентом на местном радиовещании города Шушы, а так же работал ответственным секретарем районного отделения общества книголюбов.
В 1976—1983 гг. был инструктором агитационного и организационного отделов Шушинского районного комитета КП Азербайджана, председателем партийной комиссии. В 1985—1991 гг. был инструктором Шушинского районного комитета КП Азербайджана, занимал должность заведующего отделом идеологии. В данный период он был избран депутатом Шушинского городского Совета, членом и председателем городского исполнительного комитета (1986), секретарём первичной организации партийного бюро сотрудников райкома партии, членом райкома (1989).
В 1991—1992 гг. был директором Музея литературы имени Х. Б. Натаван в г. Шуша. В 1992 г. работал советником и помощником главы местной исполнительной власти Хызинского района.
С 1992 г. работал старшим преподавателем Бакинского института социального управления и политологии, а с 1999 года — доцент кафедры языков Академии государственного управления при президенте Азербайджанской Республики.
В 1998 г., проведя исследования творчества ашугов Гейчи и народных поэтов и защитив диссертацию на тему «Ашугская среда Гейчи XX века», получил учёную степень кандидата филологических наук. В феврале 2020 года в БГУ защитил докторскую диссертацию на тему «Иреванская литературная среда».
Член Союза Журналистов Азербайджана (1998) и Союза Писателей Азербайджана (ноябрь, 2007).
Ветеран Первой карабахской войны (1999).

## Научная деятельность

### Избранные научные труды
- Магеррамов З. Ашугская среда Гейчи XX века (1920-1950 гг.). — Баку: Энциклопедия Азербайджана, 1997. — 124 с.
- Магеррамов З. Наш незабываемый родной край. — Баку: Чашыоглы, 2001. — 430 с.
- Магеррамов З. Вечная память слова. — Баку: Гюнеш, 2003. — 238 с.
- Магеррамов З. Али, живущий в памяти учителъ. — Баку: Гюнеш, 2006. — 124 с.
- Магеррамов З. Образование и просвещение в Иреване. — Баку: Нурлан, 2010. — 320 с.
- Магеррамов З. Бриз одной весны. — Баку: Нурлан, 2012. — 80 с.
- Магеррамов З. Акиф Байрам — заслуженный учитель Республики. — Баку: Наука и образование, 2013. — 80 с.
- Maharramov Z. «Education in Azerbaijan as an object of study in literature», Revista Práxis Educacional, Vitória da Conquista, Bahia, Brasil, v. 16, n. 38, p. 323—337, jan./mar. 2020.

## Награды и признание
- Отличник народного образования (сентябрь 2009)
- почётная грамота Сабаильского филиала партии «Новый Азербайджан» (21.2.2013) — в связи с 20-летием со дня создания партии
- премия «Золотое перо» (14.6.2013).